# Carbondale (Colorado)
Carbondale es un pueblo ubicado en el condado de Garfield en el estado estadounidense de Colorado. En el año 2010 tenía una población de 6427 habitantes y una densidad poblacional de 1235,96 personas por km².

## Geografía
Carbondale se encuentra ubicada en las coordenadas 39°23′58″N 107°12′53″O / 39.39944, -107.21472.

## Demografía
Según la Oficina del Censo en 2000 los ingresos medios por hogar en la localidad eran de $52,429, y los ingresos medios por familia eran $55,726. Los hombres tenían unos ingresos medios de $33,025 frente a los $24,786 para las mujeres. La renta per cápita para la localidad era de $20,383. Alrededor del 12.2% de la población estaba por debajo del umbral de pobreza.